# Plesiotypus impunctus
Plesiotypus impunctus är en stekelart som beskrevs av Wu, Chen och Huang 1999. Plesiotypus impunctus ingår i släktet Plesiotypus och familjen bracksteklar. Inga underarter finns listade i Catalogue of Life.